# (12101) Trujillo
(12101) Trujillo es un asteroide perteneciente al cinturón de asteroides, descubierto el 1 de mayo de 1998 por el LONEOS desde el observatorio de Anderson Mesa en Arizona.

## Designación y nombre
Designado provisionalmente como 1998 JX2, fue nombrado Trujillo en homenaje a Chad Trujillo, investigador en el Caltech especializado en el estudio de objetos del cinturón de Kuiper.

## Características orbitales
Trujillo está situado a una distancia media del Sol de 2,989 ua, pudiendo alejarse hasta 3,272 ua y acercarse hasta 142,306 ua. Su excentricidad es 0,094 y la inclinación orbital 10,254 grados. Emplea 1887,45 días en completar una órbita alrededor del Sol.

## Características físicas
La magnitud absoluta de Trujillo es 13,6. Tiene un diámetro de unos 7 km, y su albedo se estima en 0,157.